# Ceraarachne
Ceraarachne – rodzaj pająka z rodziny ukośnikowatych, opisany po raz pierwszy przez Keyserlinga w 1880 roku. Obejmuje tylko 3 gatunki występujące jedynie w Ameryce Południowej (Brazylii i Kolumbii). Gatunek typowy to C. varia.

## Gatunki
- Ceraarachne germaini Simon, 1886 (Brazylia)
- Ceraarachne goyannensis Mello-Leitão, 1929 (Brazylia)
- Ceraarachne varia Keyserling, 1880 (Kolumbia)